# Червоное (Сакский район)
Черво́ное (укр. Червоне (с укр. Красное), крымскотат. Çervonnoye, Червоное) — село в Сакском районе Республики Крым, входит в состав Ореховского сельского поселения (согласно административно-территориальному делению Украины — Ореховского сельского совета Автономной Республики Крым).

## Население
| 2001 | 2014  |
| ---- | ----- |
| 2214 | ↘2007 |

Всеукраинская перепись 2001 года показала следующее распределение по носителям языка
| Язык             | Процент |
| ---------------- | ------- |
| русский          | 50.45   |
| украинский       | 23.76   |
| крымскотатарский | 23.17   |
| другие           | 0.36    |

## География
Находится в центре района, в степном Крыму в маловодной Чеботарской балке, впадающей с востока в Сакское озеро, высота центра села над уровнем моря — 26 м. Соседние сёла: Чеботарка в 0,7 км и Михайловка в 3,5 км на запад и Орехово в 2,5 км на северо-запад. Расстояние до райцентра — около 9 километров (по шоссе), там же ближайшая железнодорожная станция. Транспортное сообщение осуществляется по региональной автодороге 35Н-491 от шоссе 35К-004 Симферополь — Евпатория (по украинской классификации С-0-11244).

## Современное состояние
На 2016 год в Червоном числится 19 улиц и 3 переулка; на 2009 год, по данным сельсовета, село занимало площадь 322 гектара, на которой в 745 дворах числилось 2156 жителей. В селе действуют средняя школа, детский сад «Берёзка», фельдшерско-акушерский пункт, церковь Входа Господня в Иерусалим. Червоное связано автобусным сообщением с Симферополем, Саками, Евпаторией и соседними населёнными пунктами. В 1990-х годах в центре села установили памятный знак в честь воинов-односельчан, погибших в годы Великой Отечественной войны с металлическими табличками с фамилиями 13 павших.

## История
По доступным данным, село, как Наримановка, основано в 1923 году, но в материалах Всесоюзной переписи 1926 года такое ещё не значится. На километровой карте Генштаба Красной армии 1941 года на этом месте обозначено селение Красный, как и на двухкилометровке РККА 1942 года. Время «переименования» пока не установлено, видимо, это произошло после передачи Крымской области в состав УССР в 1954 году. На 15 июня 1960 года село числилось в составе Новодмитриевского сельсовета. Указом Президиума Верховного Совета УССР «Об укрупнении сельских районов Крымской области», от 30 декабря 1962 года село присоединили к Евпаторийскому району. 23 октября 1963 года центр сельсовета перенесён в Орехово, в который включили Червоное. 1 января 1965 года, указом Президиума ВС УССР «О внесении изменений в административное районирование УССР — по Крымской области», Евпаторийский район был упразднён и село включили в состав Сакского (по другим данным — 11 февраля 1963 года). В период с 1954 по 1968 годы, согласно справочнику «Крымская область. Административно-территориальное деление на 1 января 1968 года», к Червоному были присоединены посёлок Васильевка, Новая Чеботарка, Красный Посёлок и Сталино — при этом в издании «Справочник административно-территориального деления Крымской области на 15 июня 1960 года» эти населённые пункты не значатся, следовательно, воссоединение произошло до указаной даты. По данным переписи 1989 года в селе проживало 2192 человек. С 12 февраля 1991 года село в восстановленной Крымской АССР, 26 февраля 1992 года переименованной в Автономную Республику Крым. С 21 марта 2014 года — в составе Республики Крым.